# ムサ・ニアカテ
ムサ・ニアカテ（Moussa Niakhaté，1996年3月8日 - ）は、フランス・ノール県ルーベ出身のサッカー選手。セネガル代表。ポジションはディフェンダー。オリンピック・リヨン所属。

## クラブ経歴
2018年7月、1.FSVマインツ05に5年契約で移籍した。
2022年7月6日、ノッティンガム・フォレストFCと3年契約を結んだ。
ロングスローの名手として知られ、2023年4月22日のリヴァプール戦と5月13日のチェルシー戦では得点の起点となるロングスローを魅せた。
2024年7月4日、オリンピック・リヨンに移籍した。

## 代表経歴
セネガルにルーツを待つフランスのルーベ生まれのニアカテは、フランスの各年代ユースでプレーした。
A代表はセネガル代表を選択し、2023年3月24日にモザンビーク代表との2023年のアフリカネイションズカップ予選でデビューした。